# Club Deportivo y Social Tampico Madero
Il Club Deportivo y Social Tampico Madero è una società calcistica messicana, con sede a Tampico. Milita nella Liga Premier de México, la terza serie del calcio messicano.

## Storia
La squadra ha vinto il trofeo Campeón de Campeones, che è conteso tra il campione stagionale e il campione della coppa messicana.
Il Tampico Madero ha giocato in due finali, nel 1985 e nel 1986.
Nel 1994 la squadra ritornò in Primera División de México, ma poi viene stata relegata e torna in Primera División A dopo una sola stagione.

## Organico

### Rosa 2019-2020
Aggiornata al 19 agosto 2019.
| N. |                    | Ruolo | Calciatore        |
| -- | ------------------ | ----- | ----------------- |
| 1  | Messico (bandiera) | P     | Miguel Jiménez    |
| 2  | Messico (bandiera) | D     | César Bernal      |
| 3  | Messico (bandiera) | D     | Manuel Madrid     |
| 4  | Messico (bandiera) | D     | Gaddi Aguirre     |
| 5  | Uruguay (bandiera) | C     | Ángel Cayetano    |
| 6  | Messico (bandiera) | D     | Carlos Zamora     |
| 7  | Messico (bandiera) | C     | Diego Esqueda     |
| 8  | Messico (bandiera) | C     | Edyairth Ortega   |
| 9  | Messico (bandiera) | A     | Jesús Ocejo       |
| 10 | Messico (bandiera) | C     | José Ávila        |
| 11 | Messico (bandiera) | C     | Luis Márquez      |
| 12 | Uruguay (bandiera) | P     | Yonatan Irrazábal |
| 13 | Messico (bandiera) | D     | Christian Tovar   |
| 14 | Messico (bandiera) | D     | Rolando González  |

| N. |                      | Ruolo | Calciatore       |
| -- | -------------------- | ----- | ---------------- |
| 16 | Messico (bandiera)   | D     | Gabriel Vera     |
| 18 | Messico (bandiera)   | C     | Ronaldo Prieto   |
| 19 | Messico (bandiera)   | A     | Éder Cruz        |
| 21 | Messico (bandiera)   | A     | Alan Jaramillo   |
| 22 | Messico (bandiera)   | C     | Jesús Venegas    |
| 23 | Argentina (bandiera) | C     | Leandro Torres   |
| 24 | Messico (bandiera)   | P     | Jorge Alvarado   |
| 25 | Messico (bandiera)   | D     | Armando Escobar  |
| 26 | Messico (bandiera)   | D     | Óscar Manzanarez |
| 27 | Messico (bandiera)   | A     | Javier Orozco    |
| 28 | Messico (bandiera)   | A     | Alberto García   |
| 29 | Messico (bandiera)   | C     | Kevin Lara       |
| 30 | Messico (bandiera)   | D     | Edson García     |
| 31 | Messico (bandiera)   | A     | Fabián Salas     |

## Palmarès

### Competizioni nazionali
- Campionato messicano: 1

1952-1953
- Coppa del Messico: 1

1960-1961
- Supercoppe del Messico: 1

1953
- Liga de Expansión MX: 1

Guardianes 2020

### Altri piazzamenti
- Campionato messicano:

Secondo posto: Prode 1985, México 1986